# Szent Naum-monostor
A Szent Naum-molostor (macedónul: Свети Наум, albánul: Manastiri i Shën Naumit) a 9. század végén Szent Naum által alapított monostor, amelyet a bolgár cárok alapítottak Bulgária kereszténnyé válása során Ohrid közelében, az Ohridi-tó partján. A kolostor Ljubanista mellett, közvetlenül Észak-Macedónia délnyugati határán található, kevesebb mint fél kilométerre Albániától. Az UNESCO által a világörökség részévé nyilvánított  Ohrid-régió természeti és kulturális örökségének része.
A monostor a szent életű alapítójának temetkezési helye, a múltban emiatt fontos zarándokhely volt, ma pedig történelmi jelentőségének és elhelyezkedésének köszönhetően Észak-Macedónia egyik legnépszerűbb turisztikai célpontja.

## Fekvése
A Szent Naum-monostor egy kis dombon áll az Ohridi-tó délkeleti végén 695 méteres tengerszint feletti magasságban, amely északon meredeken lejt a part felé, és egy kis síkság veszi körül. Északon a tópart, keleten a 2255 méteres Galičica hegytömbje, délnyugaton pedig egy 966 méteres domb közé ékelődik.
Ljubaništa falu a kolostortól mintegy két kilométerre keletre, a Galičica legalacsonyabb lejtőjén fekszik. A monostor Ohrid városától mintegy 30 kilométerre délre található. Alig néhány száz méterre délnyugatra található az észak-macedón-albán határ a Tushemisht/Sv. Naum határátkelőnél; az albán Pogradec város hat kilométerre van tőle.

## Története
A kolostor alapkövét 895 körül Naum, Cirill és Metód szláv apostolok tanítványa tette le. Más tanítványokkal, köztük Ohridi Kelemennel együtt Naum a bolgár cárok és az első bolgár birodalom térítésének szolgálatában állt. 885 körül a Morvaországból kiűzött szláv misszionáriusok új működési helyet találtak Bulgáriában. A Biblia és a liturgikus könyvek fordításai jelentették a hamarosan virágzó óbolgár irodalom kezdetét. A birodalom keleti részén fekvő Veliki Preszlav és a nyugati Ohrid kulturális központokká váltak iskolákkal és írószobákkal. Egyes feljegyzések szerint 900-ig, más források szerint 905-ig tartott a kolostor építése I. Borisz és I. Simeon bolgár uralkodók támogatásával.
A kolostort eredetileg Mihály és Gábriel szent arkangyaloknak szentelték, I. Borisz tiszteletére, akinek a keresztneve Mihály volt. 905-től feljegyezték, hogy Naum a kolostorban telepedett le, és innen dolgozott. Halála után, 910. december 23-án a kolostor templomában temették el, a kolostort pedig az ő tiszteletére szentelték fel és nevezték át. Az ezt követő évszázadokban zarándokhellyé vált, és számos csodát tulajdonítottak Naum közbenjárásának.
A kolostortemplom kereszt alaprajzú, és több szakaszban épült a 9. és a 14. század között. Két narthexe hasonlít az ohridi Szent Mária Perivlepta-templom (más néven Szent Kelemen-templom) szerkezetére.
Az Első Bolgár Birodalom bukásával a kolostor 1018-ban az Ohridi érsekséghez került, amely a következő évszázadokban a régió kulturális és szellemi központja maradt. Még a régió oszmán hódításával sem változott kezdetben az egyházi státusz. A 16. század óta görög iskola működött a kolostorban. A kolostor szoros kapcsolatban állt Moscopole nyomdájával, az egykori virágzó aromán várossal, amely ma Albániában található. Egy 1711-es tűzvész után új ikonosztázt emeltek, amelyet Konstantin hieromonachosz festett. 1767-től, amikor az Ohridi érsekség a Konstantinápolyi Ökumenikus Patriarchátus és a Preszpai püspökség alá került, görögök lettek a püspökök, és a görög lett a liturgikus nyelv. A 19. század közepén, a bolgár-görög egyházi harc idején Dionüsziosz görög apát elégette a kolostorban lévő szláv nyelvű könyveket.
A Szograf Tarpo által készített freskók és ikonok, valamint az összes ma is fennmaradt freskó és ikon csak görög nyelven készültek. Ő festette a kolostortemplom bejáratánál lévő Mihály, Bulgária arkhónja freskót is, amely I. Borisz bolgár uralkodót Ktitornak ábrázolja.
1870-ben egy tűzvész a templomot leszámítva elpusztította a monostort. A jelenlegi épületegyüttes az ezt következő időszakban épült. Miután az 1912-es első Balkán-háború során Szerbia elfoglalta a területet, a kolostor közelében felépült a szerb király rezidenciája és Szent Iván Vlagyimir temploma. 1913-tól 1925-ig a kolostor Albániához tartozott. Ahmet Zogu, aki 1924 decemberében jugoszláv segítséggel tudta átvenni a hatalmat Tiranában, hálából a támogatásért a Szerb-Horvát -Szlovén Királyságnak engedte át azt. Később azonban olyan elméletek is elterjedtek, hogy valójában lefizették a későbbi uralkodót a területcsere elismeréséért.
Ma már nincs önálló konventje, és csak a kolostortemplomot, egy tipikus háromhajós, négyezeti kupolás templomot használnak még vallási célokra. A templom belseje tele van Naum és más szláv apostolok életéből vett jeleneteket ábrázoló freskókkal, ezek döntően a 19. századból származnak.. A monostor egykori épületében egy szálloda, és néhány étterem is üzemel a melegebb hónapokban. A komplexum bejáratánál egy bódéváros található szuvenírboltokkal és élelmiszerárus-standokkal. A helyszín különlegessége, hogy számos kék páva szabadon és és járkál a komplexum területén. A tóparti strandokat fürdőzésre használják a turisták. A tóban egy kis szigeten a Nemzeti Park Igazgatóság által üzemeltetett szálloda található, a látogatókat pedig csónakokkal vezetik át a közeli különleges forrásvidéken. Ohrid és a Szent Naum-monostor között rendszeresen járnak autóbuszok és kirándulóhajók.

## Galéria

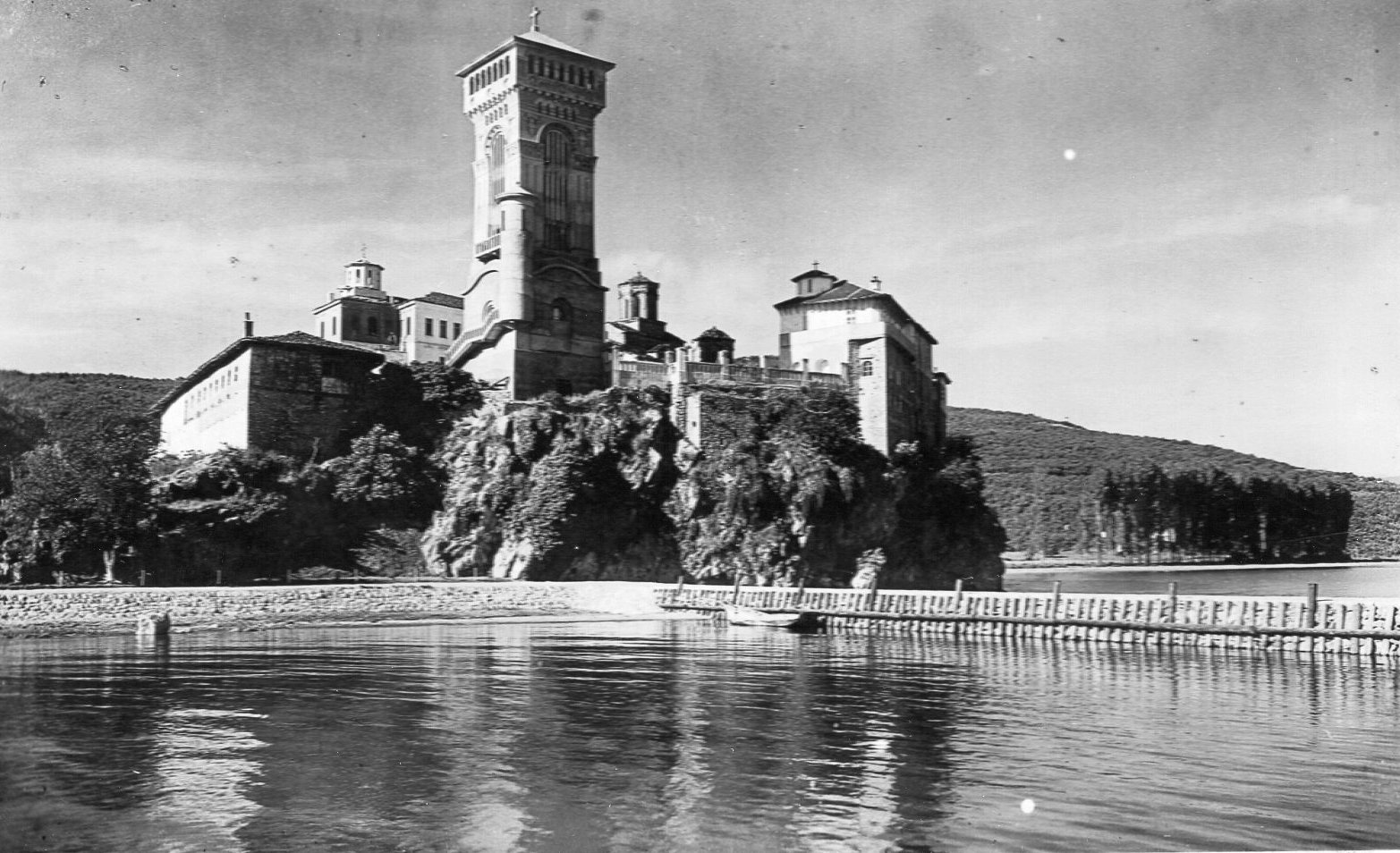
A monostor látképe 1935-ben
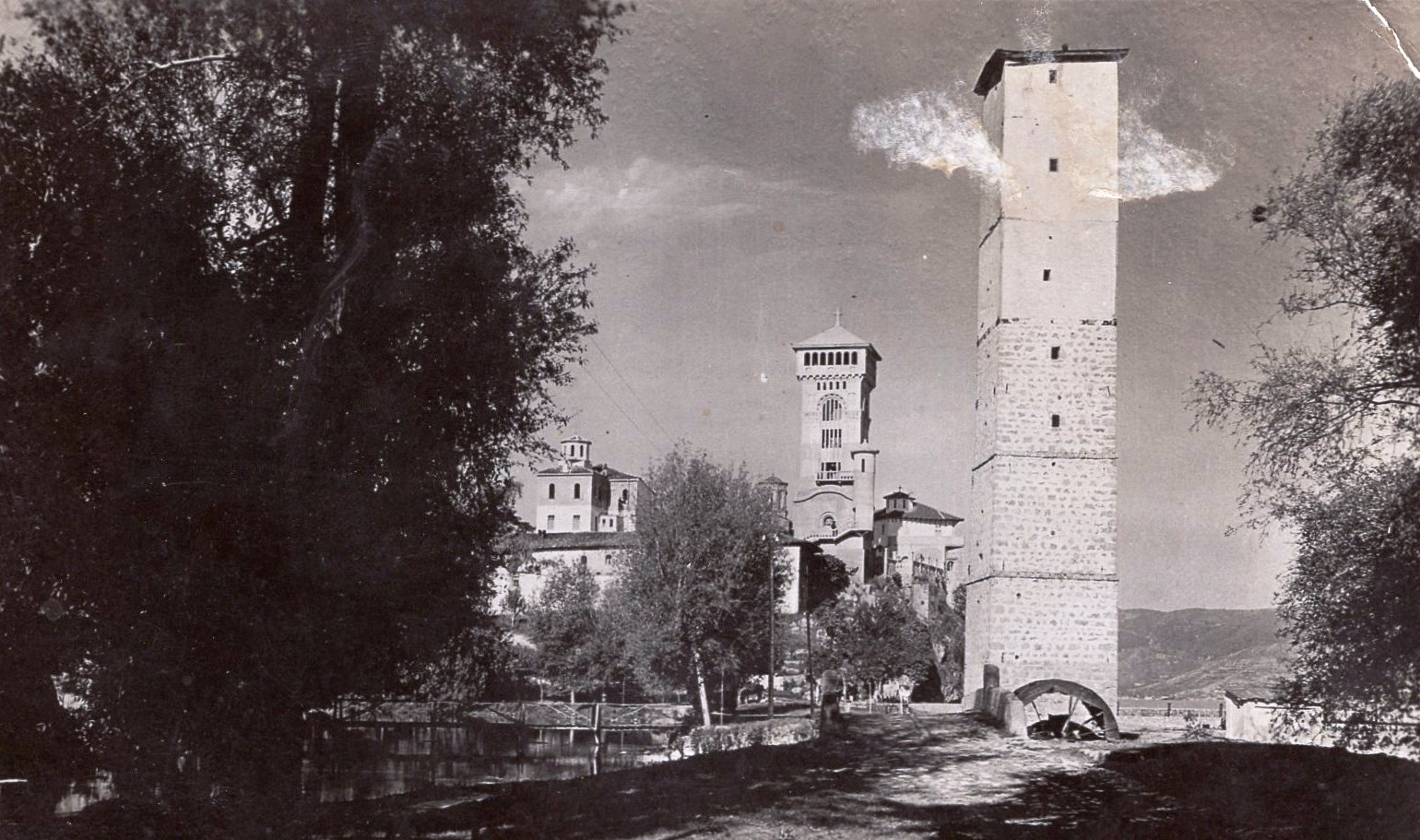
Az azóta már lebontott tornyok
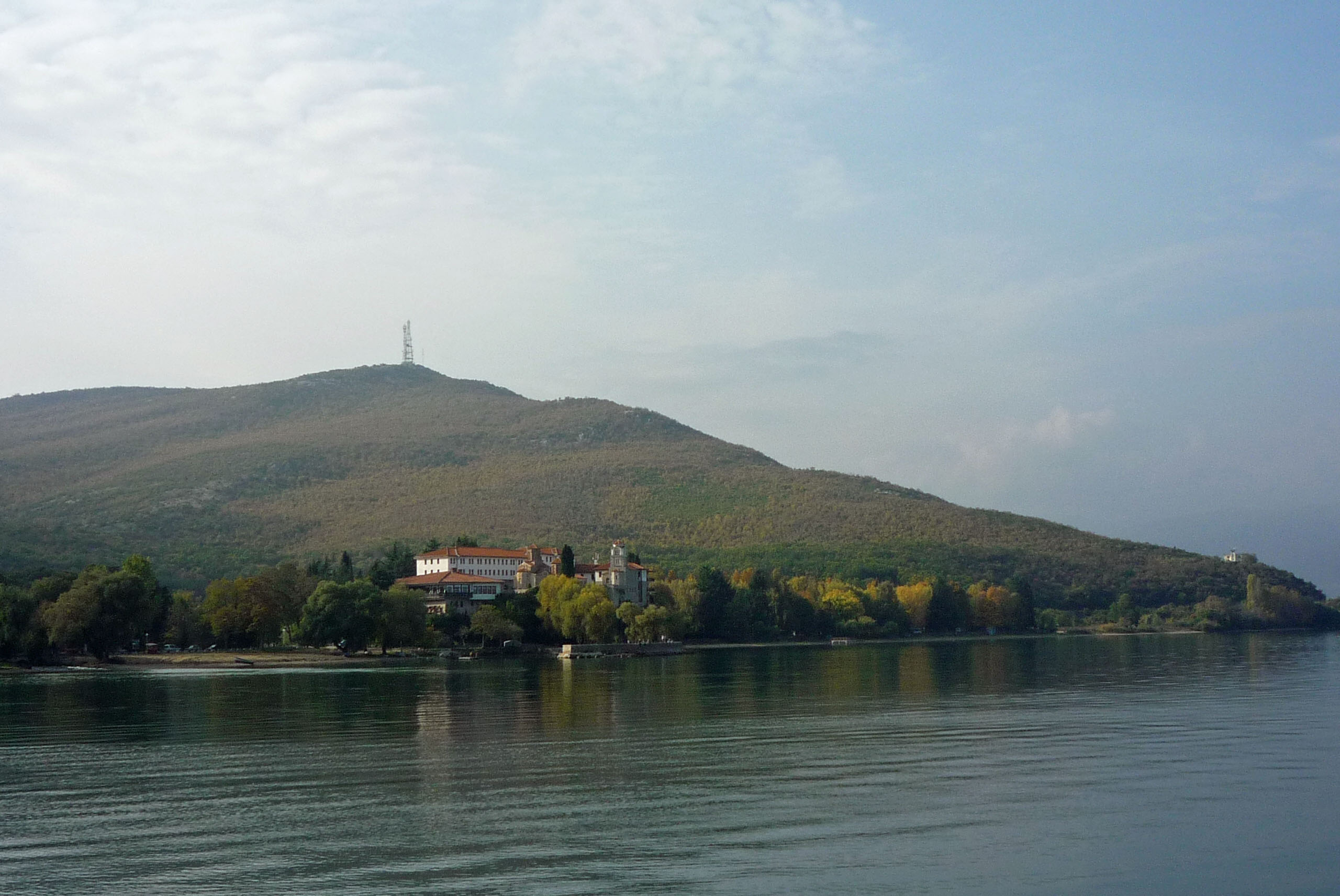
Az épületegyüttest szegélyező tó és hegyek
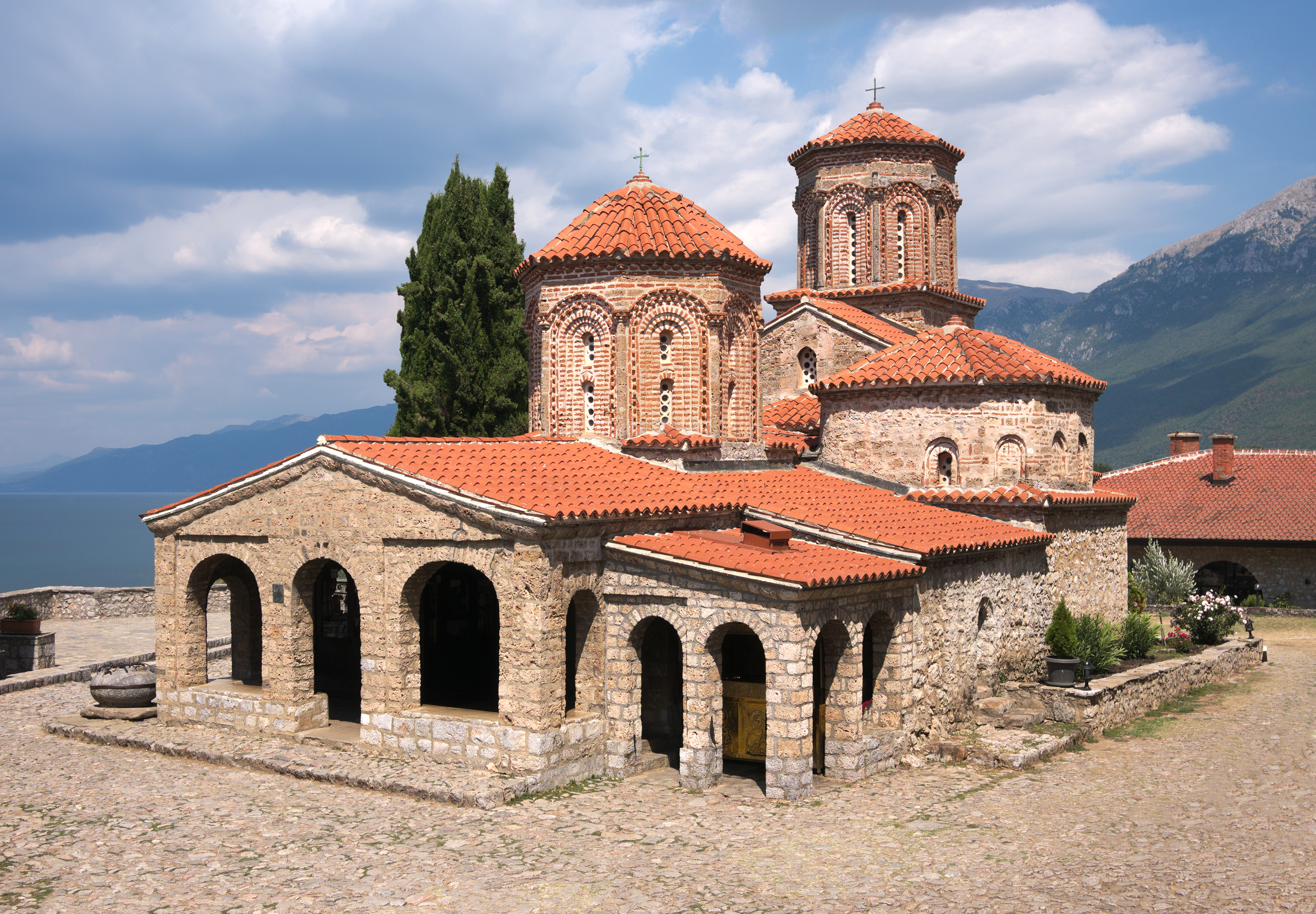
A monostor főtemploma
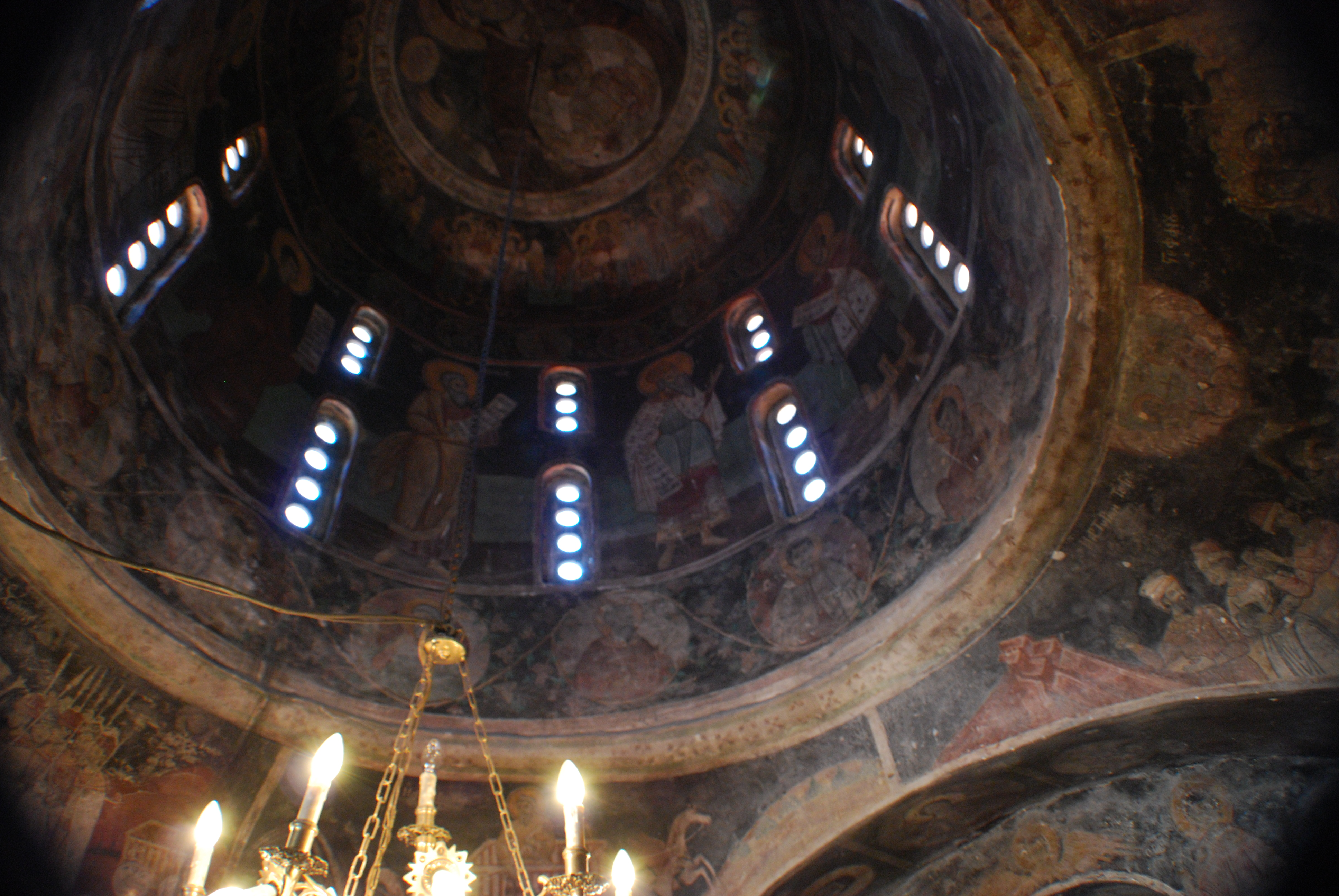
A kupolabelső
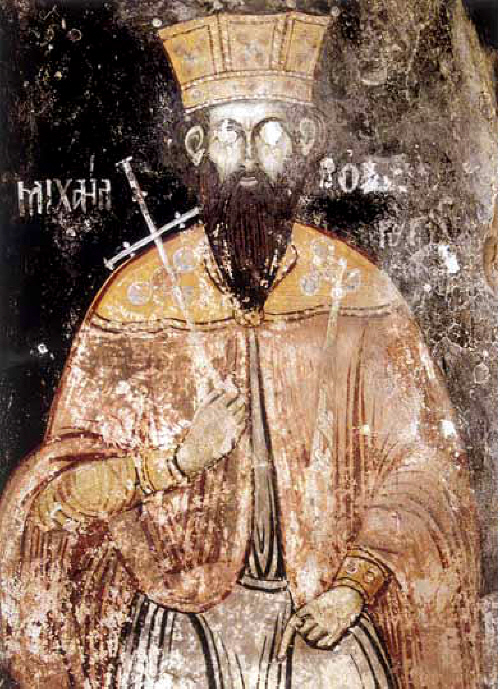
I. Borisz cár freskója (1806)
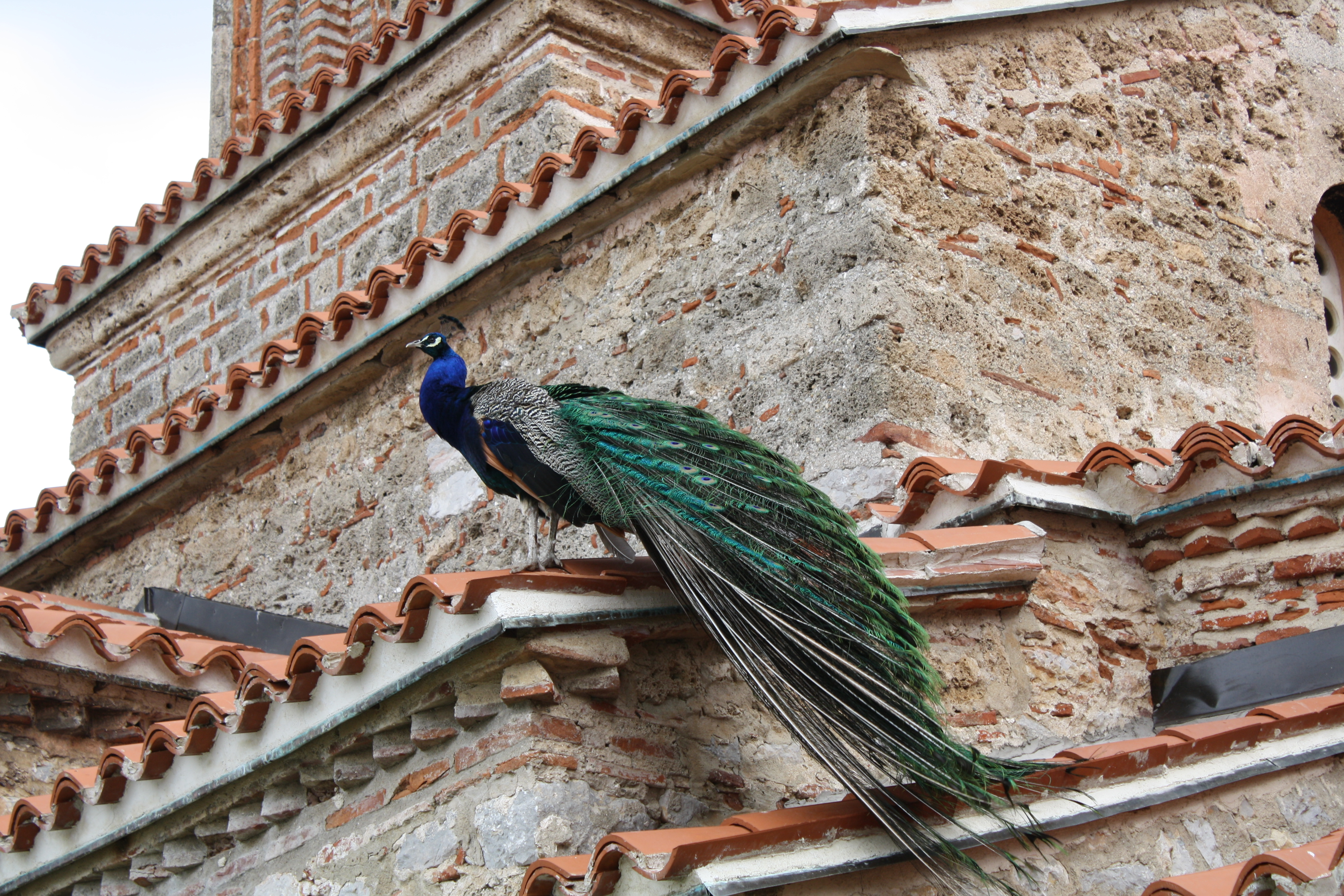
Páva a templom falán

## Fordítás
- Ez a szócikk részben vagy egészben  a   Kloster Sveti Naum című német Wikipédia-szócikk ezen változatának fordításán alapul.  Az eredeti cikk szerkesztőit annak laptörténete sorolja fel. Ez a jelzés csupán a megfogalmazás eredetét és a szerzői jogokat jelzi, nem szolgál a cikkben szereplő információk forrásmegjelöléseként.